# 僕固懷恩
僕固懷恩（？—765年），唐朝中兴名将，朔方节度使，随郭子仪平定安史之乱的重要将领。鐵勒僕固部人。拜检校尚书左仆射兼中书令、朔方节度副大使、河北副元帅、太子少师，册封大宁郡王、丰国公。
唐代宗永泰元年，遭到宦官骆奉先陷害，举兵反抗，为太尉郭子仪所败，病死于鸣沙（今宁夏中宁县鸣沙镇）。

## 生平
僕固懷恩的僕固家族是鐵勒九大姓之一“僕骨部”，有帳三万，士兵万人。“僕骨”也作“僕固”。唐太宗貞觀二十年（646年），鐵勒九姓大首領率部降唐朝。僕固懷恩是僕固首領、武衛大將軍、金微州州都督歌濫拔延之孫，乙李啜拔之子。他的父祖皆世袭金微都督。
安史之亂時，僕固懷恩隨郭子儀、李光弼作戰，任朔方左武鋒使，驍勇果敢，屢立戰功。又與回紇關係良好，曾敦煌王李承寀出使回紇借兵，並嫁二女與英义可汗，和親回紇。安史之亂中，僕固懷恩家族中有四十六人為國殉難，可謂滿門忠烈。在安史之乱的战斗中，因同罗（同罗本来是铁勒的一個部落，在安史之乱中支持安禄山）的战争中，他的愛子僕固玢被安禄山所俘，只好投降，僕固玢乘機逃回唐營後，仆固怀恩居然把这个曾投降的儿子当众斩首，警告士兵不准投降。平乱之后，僕固懷恩率朔方军一部屯汾州（今山西汾陽）。
唐代宗廣德元年（763年）僕固懷恩奉命送回紇可汗回漠北，監軍駱奉先誤信辛雲京的謠言，竟向朝廷誣告僕固懷恩與回紇勾結。僕固懷恩無法自明，向朝廷列举了自己的六件功劳：“昔同罗叛乱，臣为先帝扫清河曲，一也；臣男玢为同罗所虏，得间亡归，臣斩之以令众士，二也；臣有二女，远嫁外夷，为国和亲，荡平寇敌，三也；臣与男玚不顾死亡，为国效命，四也；河北新附，节度使皆握强兵，臣抚绥以安反侧，五也；臣说谕回纥，使赴急难，天下既平，送之归国，六也。”“子仪先已被猜，臣今又遭诋毁，弓藏鸟尽，信匪虚言。陛下信其矫诬，何殊指鹿为马！”代宗遣宰相裴遵庆慰問，僕固懷恩见到裴遵庆之后，抱着他的脚大哭，裴遵庆让他入朝，但僕固懷恩的副将范志誠反對，最後僕固懷恩因害怕被殺，不敢上朝明志。遂遣子僕固瑒去攻打辛雲京，辛雲京大敗，又攻榆次，僕固瑒攻打榆次不利，被手下杀死。僕固懷恩的母亲责怪他不该造反，提刀追着要杀他，“吾为国家杀此贼，取其心以謝三军”。后来僕固懷恩的母親善终于长安。
廣德二年（764年）十月，僕固懷恩引吐蕃、回紇，三十萬大軍兵犯泾州、邠州、奉天，震驚長安，郭子儀率兵抵禦。永泰元年（765年），九月，僕固懷恩声称代宗去世，再度引吐蕃、回紇、吐谷渾、党項、奴剌（也写作“奴賴”，蓝突厥之一部）等部总共数十万人來犯，军至鸣沙县，郭子儀率兵抵禦。不久僕固懷恩病死軍旅，後吐蕃、回紇大軍為郭子儀所平定。代宗听到消息後，遺憾說“怀恩不反，为左右所误耳！”

## 评价
《新唐书》：怀恩与贼百战，阖宗死事至四十六人，遂汛扫燕、赵无馀埃，功高威重，不能防患，凶德根于心，弗得其所辄发，果于犯上，惜哉！